# Hite Crossing Bridge
Hite Crossing Bridge je most na silnici Utah State Route 95 přes řeku Colorado River. Nachází se severozápadně od Blanding ve státě Utah. Jde o jediný most pro automobily na této řece od 298 kilometrů vzdálené přehrady Glen Canyon Dam. V roce 1880 byl v místě poblíž současného mostu, u ústí řeky Dirty Devil River, zřízen brod nazývaný Dandy Crossing. Šlo o jedno z mála míst, kde šlo překročit řeku. Od roku 1946 zde fungoval přívoz a most zde byl vystavěn až počátkem šedesátých let 20. století; otevřen byl 3. června roku 1966.